# O Laboratório do Professor Policarpo
O Laboratório do Professor Policarpo é uma série infanto-juvenil de 13 programas de ficção, com 26 minutos cada, apresentada por bonecos manipuláveis, produzida numa parceria Anavlis / ZooMoo e exibida pelo canal Zoomoo.
O programa é criado e dirigido por Fernando Gomes, diretor de importantes séries infantis da TV Cultura, como "Cocoricó", "Ilha Rá-Tim-Bum" e Qual É, Bicho?, da qual também é criador.

## Sinopse
O Professo Policarpo é um experiente cientista. Curioso, está sempre pesquisando novidades e criando novas invenções. Acaba por criar, meio que por acaso, uma máquina de teletransporte e quando está sem querer dentro da máquina, seu fiel ajudante Ari, aciona por engano uma alavanca e a máquina transporta o professor para lugares desconhecidos.
Começam então as aventuras, pois cada novo lugar que o professor parará, sempre haverá muito coisa nova a ser pesquisada como a fauna, a flora, curiosidades animais e descobertas sobre o meio ambiente e novas culturas. Mas enquanto o professor se diverte em cada novo local, Ari tenta a cada episódio fazer com que a máquina o traga de volta ao laboratório.
Sempre contará com a ajuda de Lara, uma coruja suindara que um dia teve um problema no voo e caiu no quintal do laboratório. Lá foi cuidada pelo professor e pelo Ari e nunca mais teve interesse em ir embora. Desde então tem alguns problemas para voos mais longos, o que a faz ter tombos constantes. Passa os dias a provocar o atrapalhado Ari.
Outro personagem que sempre visita o laboratório é o Leco e também está sempre tentando ajudar Ari a trazer o professor de volta. Leco é um brilhante menino de 10 anos, esperto e interessado, que sonha um dia ser como o professor.
Na primeira temporada nosso professor vive radicais aventuras no Pantanal sul-mato-grossense e na cidade de Bonito, também no Mato Grosso do Sul.
Além de ter contato com perigosos animais como jacarés e onças, o herói terá de superar o medo entrando em cavernas, cachoeiras, mergulhando, participando de rapel a mais de 90 metros de altura, arvorismo e até voando de asa delta.

## Manipuladores
Em ordem da abertura
- Fernando Gomes (Policarpo/ Ari)
- Neusa de Sousa (Lara)
- Thaís Carvalho (Leco)

## Assistentes de manipulação
- Ana Elisa Mattos (Leco)
- Joyce Roma (Policarpo/Ari)